# Fontana di Santo Stefano del Cacco
Fontana di Santo Stefano del Cacco är en fontän vid Via di Santo Stefano del Cacco i Rione Pigna i Rom. Fontänen, som är belägen vid Palazzo Altieris bakre fasad, består i huvudsak av en romersk sarkofag. Fontänen var ursprungligen placerad på en av palatsets innergårdar, men den flyttades till sin nuvarande plats år 1874.

## Beskrivning
Sarkofagens relief visar två bevingade putti som håller i en medaljong med Medusas huvud. Under medaljongen ses två ekorrar äta frukt som väller ur två vaser. Därtill är en pilbåge och ett koger avbildade. Scenen flankeras av två mindre putti. Ovanför sarkofagen sitter en panel med en marmorplakett med följande inskription:
På panelen sitter även två stjärndekorationer, varur vattnet rinner ner i sarkofagen.

## Bilder
| - Palazzo Altieri. |

### Webbkällor
- ”Via di Santo Stefano del Cacco” (på italienska). Roma Segreta. Arkiverad från originalet den 26 augusti 2021. https://archive.md/i2NHX. Läst 26 augusti 2021.